# Вега-де-Тера
Вега-де-Тера (ісп. Vega de Tera) — муніципалітет в Іспанії, у складі автономної спільноти Кастилія-і-Леон, у провінції Самора. Населення — 413 осіб (2010).
Муніципалітет розташований на відстані близько 270 км на північний захід від Мадрида, 65 км на північний захід від Самори.
На території муніципалітету розташовані такі населені пункти: (дані про населення за 2010 рік)
- Кальсада-де-Тера: 147 осіб
- Хункера-де-Тера: 113 осіб
- Мілья-де-Тера: 77 осіб
- Вега-де-Тера: 76 осіб

## Демографія
Динаміка населення (INE ):